# Красная Новь (Тверская область)
Кра́сная Новь — деревня в Калининском районе Тверской области. Относится к Бурашевскому сельскому поселению. До 2006 года входила в состав Андрейковского сельского округа.
Расположена в 17 км к югу от Твери, в 4 км от села Бурашево.
Население по переписи 2002 — 42 человека, 20 мужчин, 22 женщины.

## История

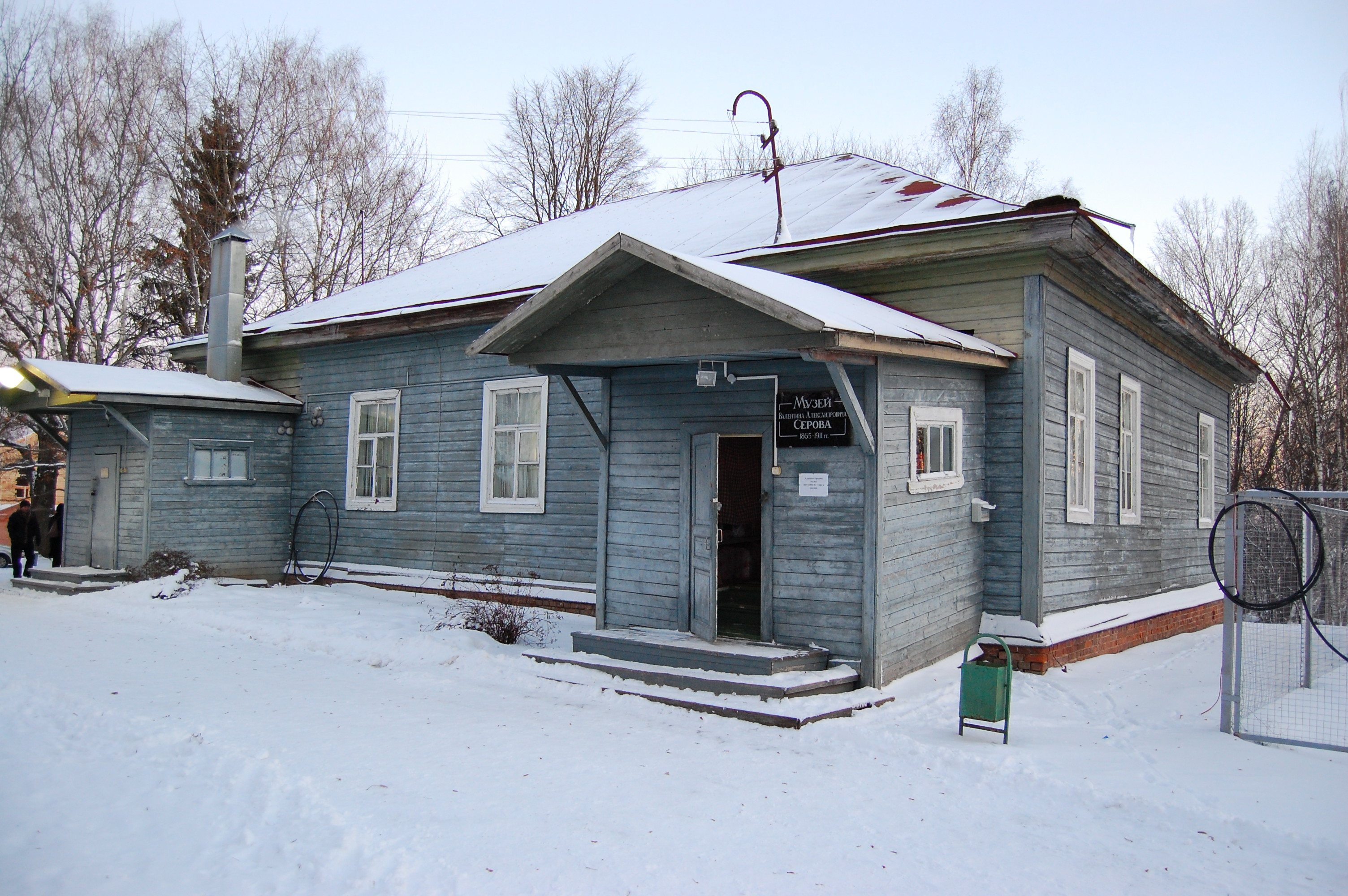
Музей В. А. Серова в одном из домов усадьбы «Домотканово». 6 января 2015 г.

В Списке населённых мест 1859 года значится владельческое сельцо Домотка́ново Тверского уезда. Впервые упоминается в документах в 1539 году. В своё время Домоткановым владели представители известнейших дворянских фамилий Российского государства — Ржевские, Бобарыкины, Левашевы, Давыдовы, Кокошкины, Головины. С середины XVIII века имение переходит во владение рода дворян Посниковых, а далее их потомкам по женской линии — Воробьёвым. Последние владели Домоткановым с начала XIX века вплоть до 4 ноября 1886 года.
Усадьба как хозяйственный объект с барским домом, парком, прудами, ландшафтом и хозяйственными постройками окончательно сформировалась в период владения ею дворянами Воробьёвыми. 
Усадьба стоит на холме, прекрасно видна со всех сторон. Большой двухэтажный с первым кирпичным и вторым бревенчатым этажами господский дом классической архитектуры (ныне частично разрушен, см. фото), украшенный мощной тосканской колоннадой, поддерживавшей балкон, окружён парком с девятью проточными прудами, цепь которых заканчивается в еловом лесу. Это одно из старинных поместий Воробьёвых.
В 1886 году Домотканово приобрёл у помещика Александра Ивановича Воробьёва художник Владимир Дмитриевич фон Дервиз. С этого времени вплоть до октябрьской революции 1917 года усадьба переходит в собственность дворянского рода Дервизов. По приглашению нового хозяина усадьбу часто посещает русский художник-передвижник Валентин Александрович Серов. Вдохновлённый поэтической природой Домотканова, здесь он создаёт свои лучшие произведения, ставшие классикой мирового и русского искусства, хранящиеся сейчас в крупнейших музеях страны и мира, включая Государственную Третьяковскую Галерею. Среди них: пейзажи — «Осенний вечер. Домотканово», «Заросший пруд. Домотканово», «Октябрь. Домотканово»; а также «Баба в телеге», «Баба с лошадью» и почти все другие работы «крестьянского» цикла, иллюстрации к басням И. А. Крылова и многое другое. Так Домотканово становится знаменитым культурно-художественным центром России, подобным Абрамцеву С. И. Мамонтова и Талашкину княгини М. К. Тенишевой. Одноэтажный деревянный дом, в котором ныне находится дом-музей художника Валентина Александровича Серова ранее принадлежал брату Владимира Дмитриевича Дервиз — Валериану.
В разные годы в усадьбе бывали известные деятели русской культуры конца XIX — начала XX вв.: художники И. И. Левитан, И. Я. Билибин, В. А. Фаворский, И. С. Ефимов и Н. Я. Симонович-Ефимова, первая в России женщина-композитор В. С. Серова, педагог А. С. Симонович, учёные А. Е. Фаворский, Я. В. Чехов.
После октябрьской революции 1917 года усадьбу «Домотканово» постигла участь многих русских дворянских усадеб, а в имении был создан совхоз с одноимённым названием.
В настоящее время в Домотканове находится мемориально-художественный музей Валентина Александровича Серова, открытый в 1965 году к столетию со дня рождения художника, который расположен в деревянном одноэтажном доме недалеко от главного дома-усадьбы. С 1976 года музей является филиалом Тверской областной картинной галереи и объектом культурного наследия Российской Федерации (код памятника: № 6900558000) согласно Решению Калининского облисполкома № 310 от 20.08.1973. В нём уделяется большое внимание возрождению традиций усадебной жизни. Ежегодно, зимой, в парке музея проводятся Рождественские и масленичные гулянья, сопровождаемые народными забавами и потехами, концертами, театральными действами.
В 1930-х годах деревня Домотканово получила другое название — Красная Новь. В 1930-40-х годах деревня была центром Красно-Новского сельсовета в составе Калининского района Калининской области.
В настоящий момент ведётся реставрация усадьбы «Домотканово» Объект культурного наследия № 6900558000.

## Достопримечательности
- Мемориально-художественный музей В. А. Серова, филиал Тверской областной картинной галереи (как филиал открыт в 1976 году).

## Домотканово на полотнах В. А. Серова

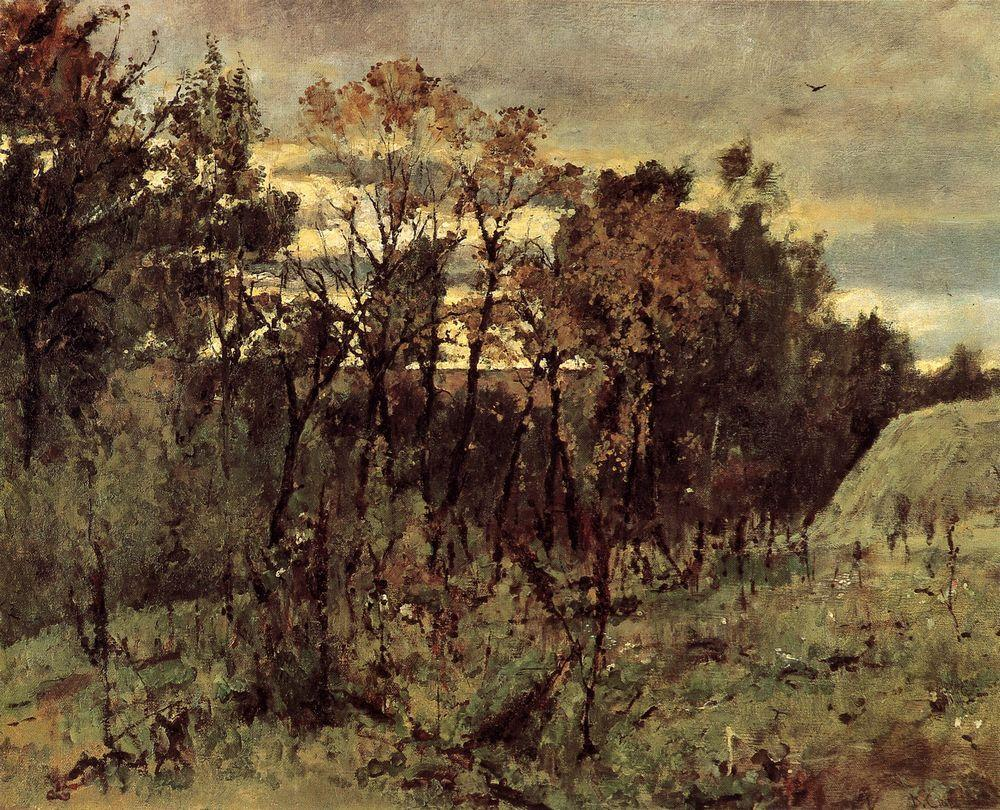
Осенний вечер. Домотканово. 1886. Государственная Третьяковская галерея
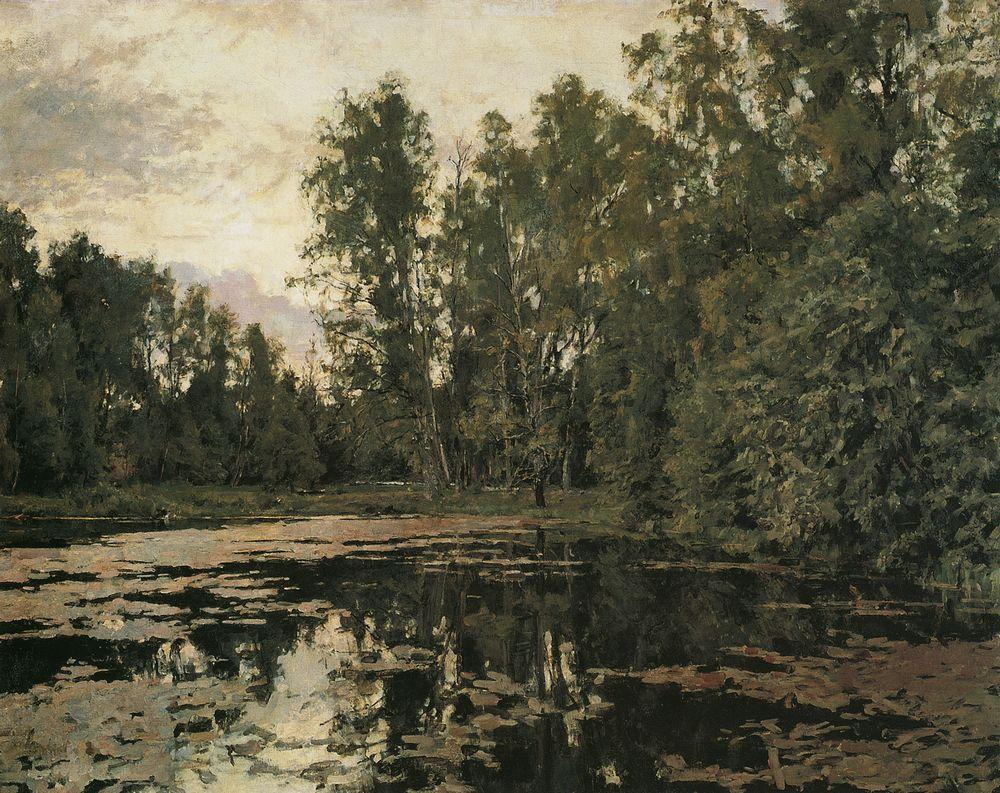
Заросший пруд. Домотканово. 1888. Государственная Третьяковская галерея
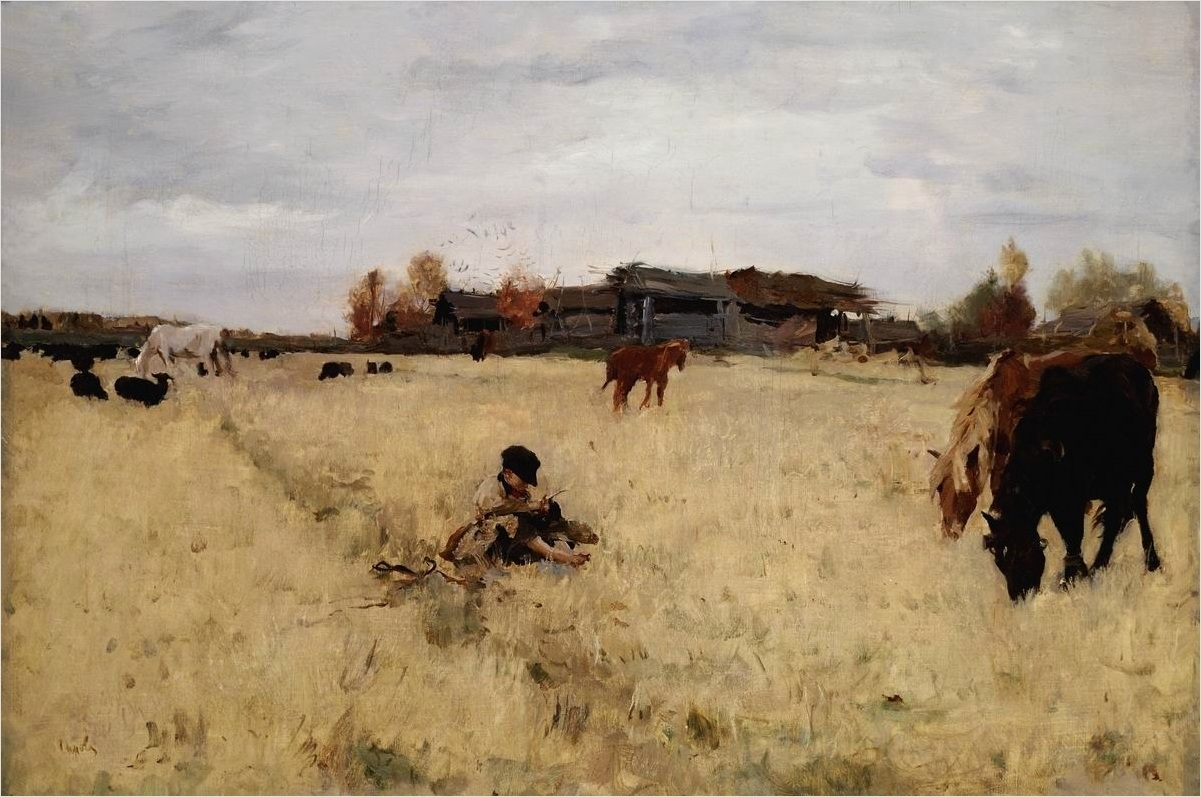
Октябрь. Домотканово. 1895. Государственная Третьяковская галерея
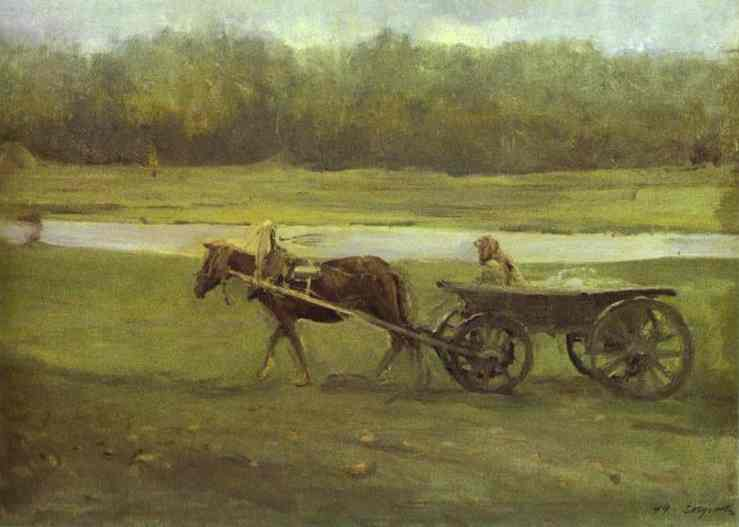
Баба в телеге. Домотканово. 1896. Государственный Русский музей
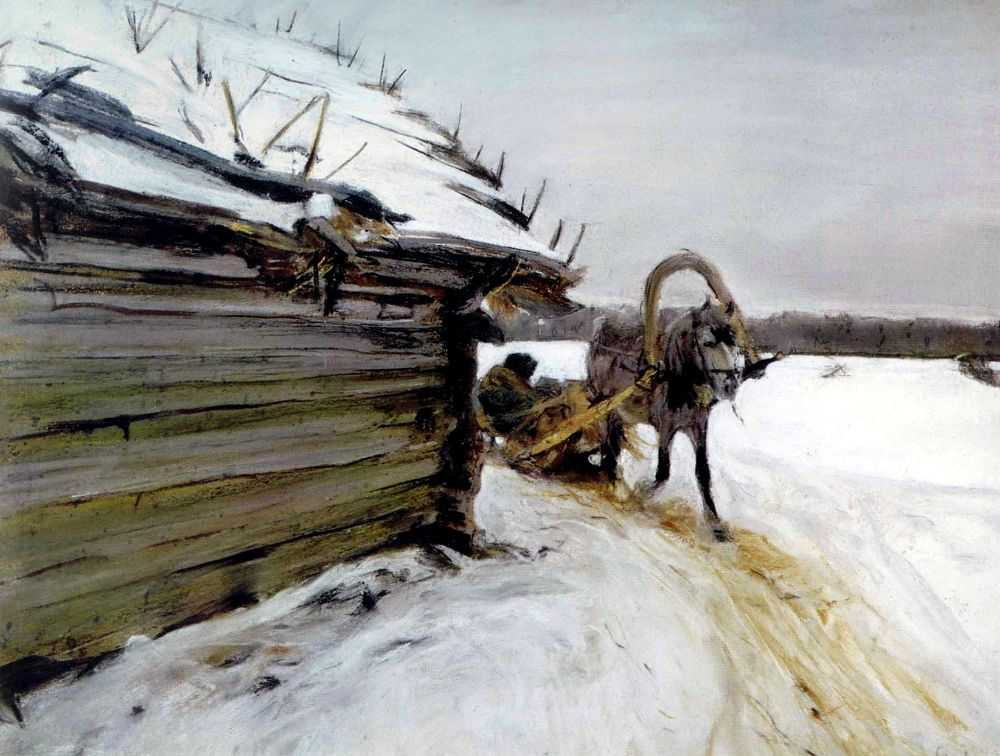
Зимой. Домотканово. 1898. Государственный Русский музей
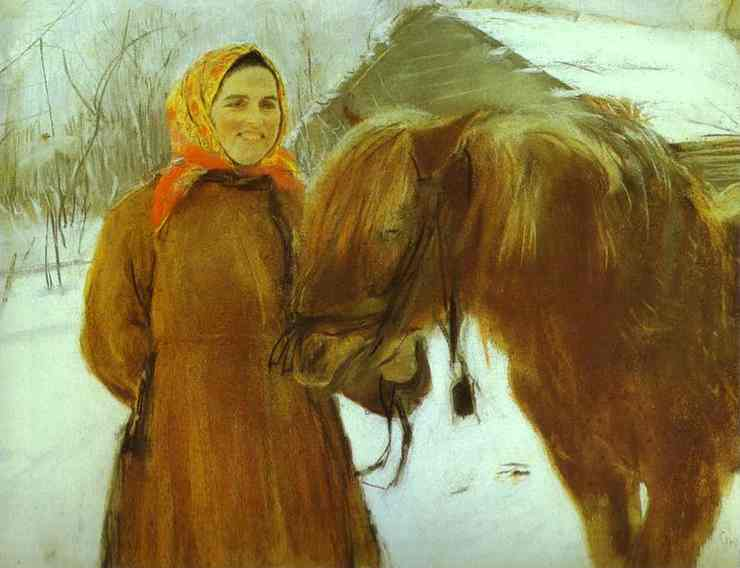
Баба с лошадью. Домотканово. 1898. Государственная Третьяковская галерея
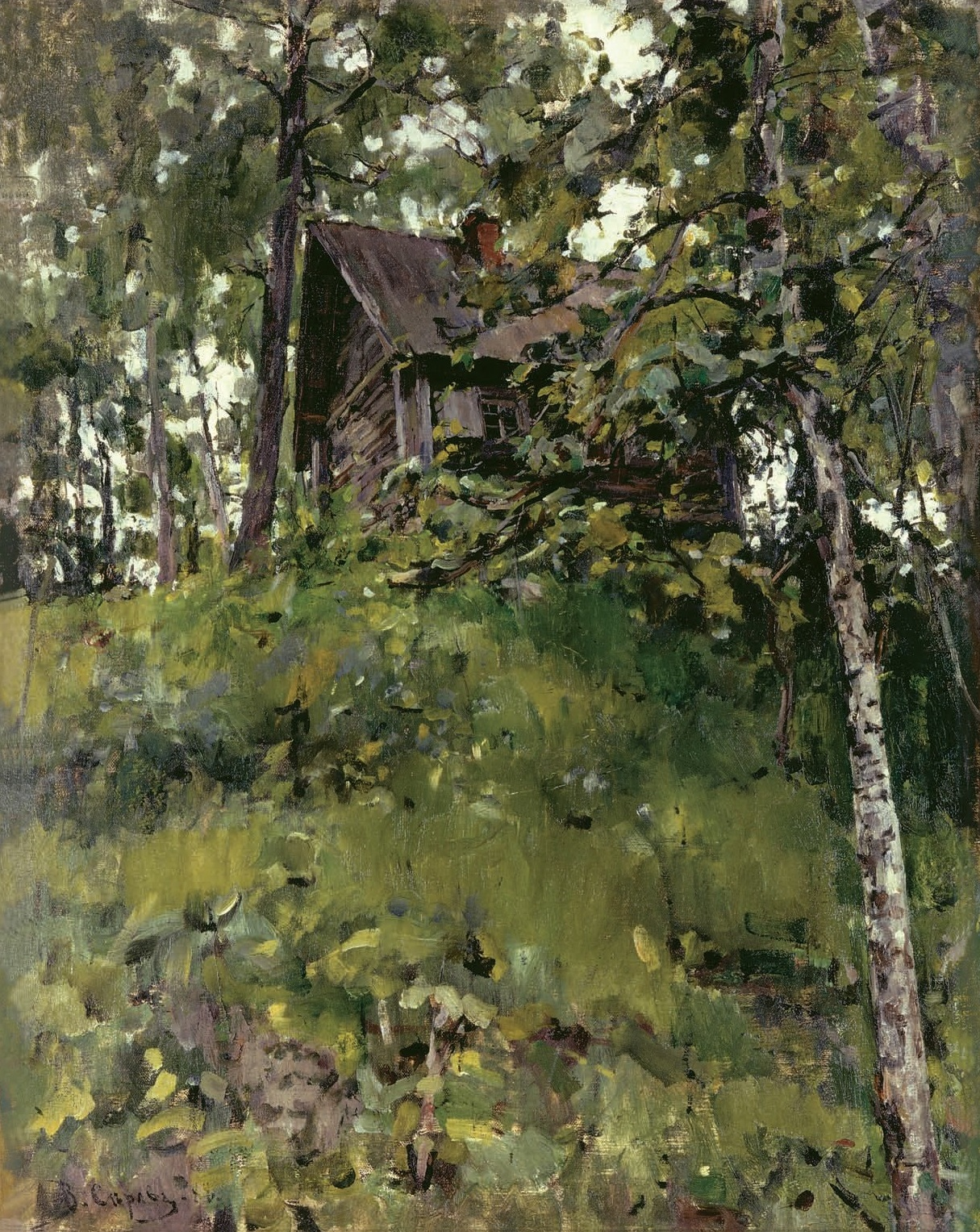
Старая баня в Домотканово. 1888. Государственный Русский музей
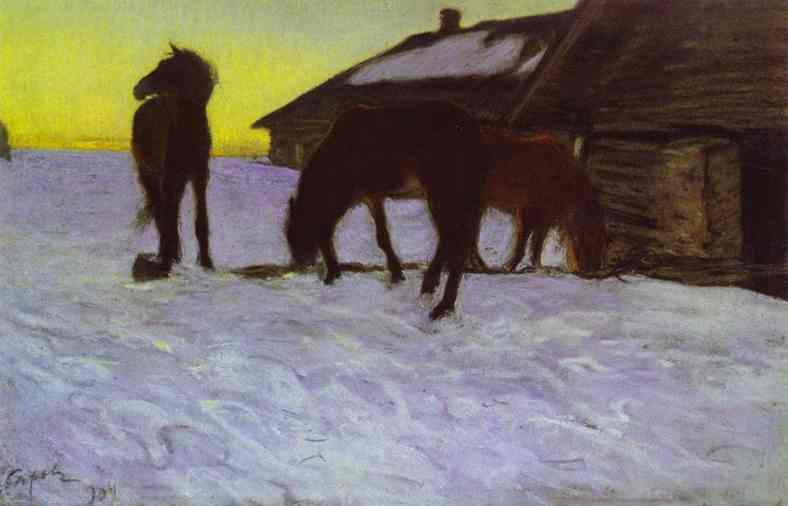
Стригуны на водопое. Домотканово. 1904. Государственная Третьяковская галерея
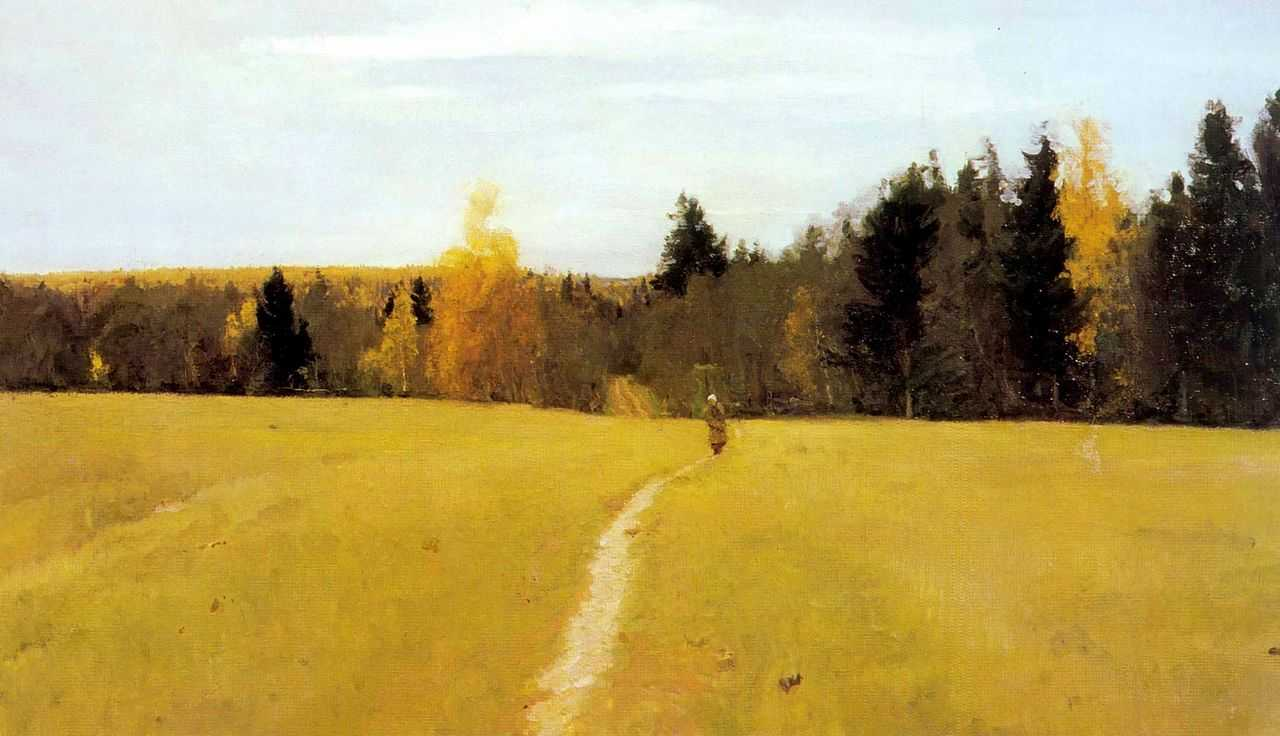
Осень. Домотканово. 1892. Ивановский областной художественный музей
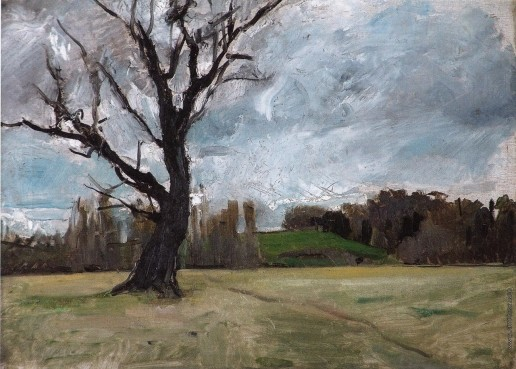
Дуб в Домотканово. 1890-е г. Чувашский государственный художественный музей
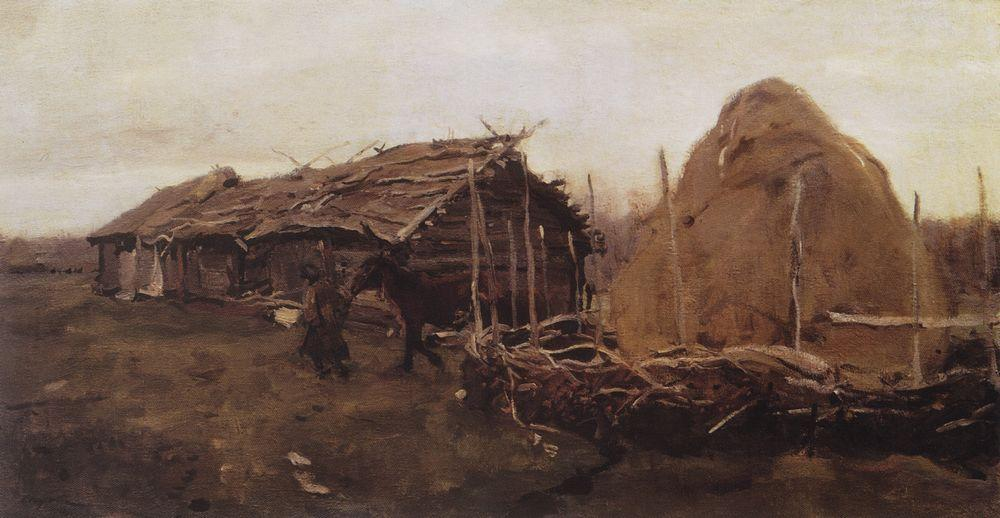
Стог сена. Домотканово. 1901. Саратовский художественный музей имени А. Н. Радищева
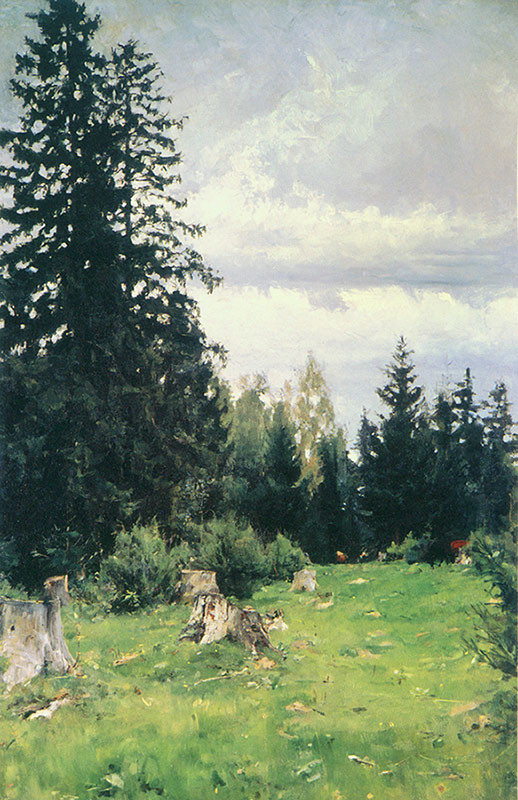
Ели. Домотканово. 1890. Харьковский художественный музей
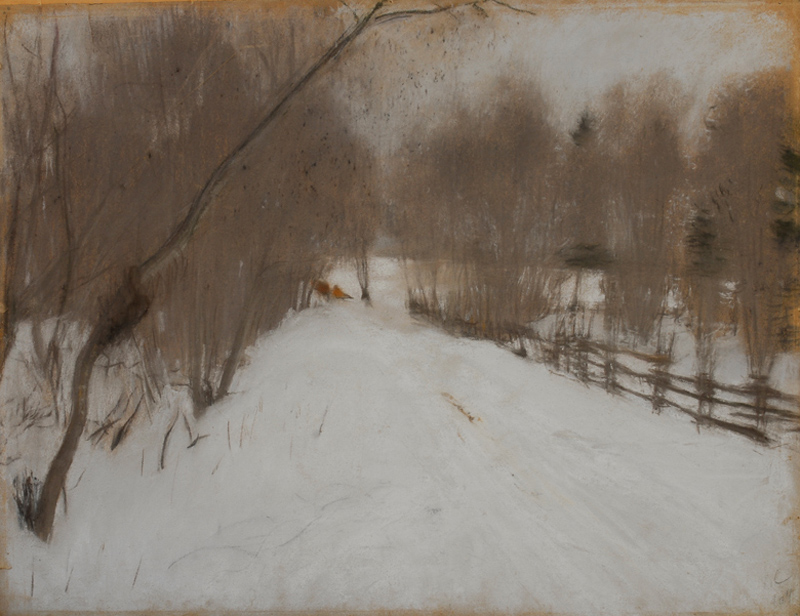
Зимняя дорога в Домотканове. 1904. Рязанский государственный областной художественный музей имени И. П. Пожалостина
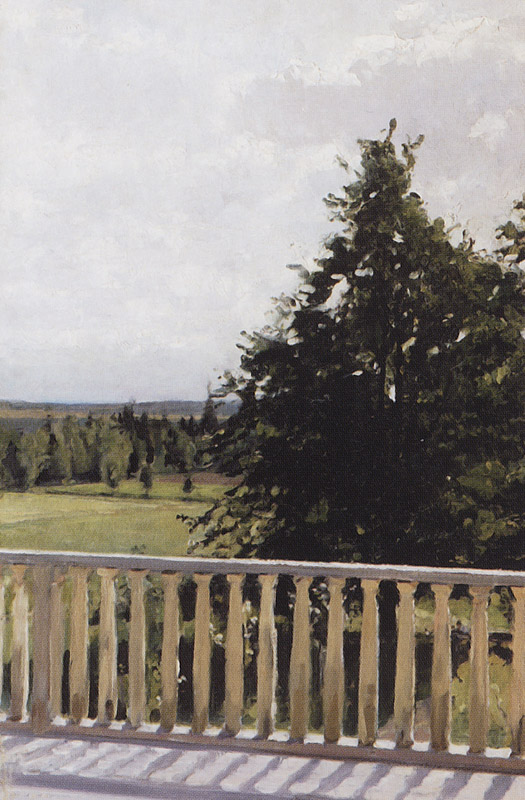
Балкон. Домотканово. 1911. Астраханская картинная галерея имени П. М. Догадина